# UCB (企業)
UCB（フランス語: UCB S.A., Union chimique belge）は、ベルギーのブリュッセルに本拠を置き、世界約40カ国に拠点を持つ製薬メーカー。日本法人はユーシービージャパン株式会社。ユーロネクスト・ブリュッセルに上場しており、BEL20の構成銘柄の一つとなっている。

## 沿革
UCBは1928年にベルギーの実業家、エマニュエル・ジャンセンが創業した。初期の頃は、化学工業に重点を置いており、製薬部門はMeurice Laboratoriesに基礎を置いた一部門に過ぎなかった。
1950年代の早い時期に、UCBは抗ヒスタミン薬のヒドロキシジン塩酸塩（Atarax）といった新薬を開発する研究センターを設立した。新薬の成功により、製薬部門は拡大し、脳機能調整薬のピラセタム（piracetam）と呼ばれる別の化合物の発見に寄与した。ピラセタムは、1970年代にヌートロピル®（Nootropil）として市場に投入され、認知改善薬として使用されており、UCBにとってピラセタムは重要な製品の一つとなっている。この時期に、UCBは製薬、化学、フィルムを3つのコア事業分野とした。
ヌートロピルの成功により、UCBはブリュッセルの南にあるBraine-l'Alleudに近代的な研究所を建設することが可能となった。この研究所でUCBは抗ヒスタミン薬であるセチリジン塩酸塩（ジルテック・Zyrtec）を開発、その後、抗てんかん薬レベチラセタム（イーケプラ・Keppra）、抗ヒスタミン薬のレボセチリジン塩酸塩（ザイザル・Xyzal®）、TNFα阻害剤（免疫抑制剤）のセルトリズマブ ペゴル（シムジア・Cimzia®）を開発した。
2002年に、UCBはSolutia社から天然樹脂、添加物、接着剤部門を買収し、化学部門とフィルム部門と統合し、Surface Specialties部門を発足させたが、2004年にバイオ医薬品部門に事業を特化すべく、5月にUCBはイギリスのバイオテクノロジー企業であるCelltechを買収する一方、フィルム部門を2004年9月にInnovia Filmsに売却し、化学部門のうち、メチルアミンとその派生品はUCBから分離独立し、Taminco社となったが、2007年にはCVC Capital Partnersに8億ユーロで買収された。また、2004年10月には、surface specialties部門を15億ユーロでCytec Industriesに売却に合意、翌年3月に売却した。
2006年になると、UCBはドイツの製薬メーカーであるシュワルツ・ファーマを44億ユーロで買収を開始し、2007年7月には、UCBはシュワルツ社の発行済株式数の87%を保有するにいたった。シュワルツ社の買収により、UCBは2つの神経変性疾患に対する新薬を手に入れた。1つはパーキンソン病に対するドパミン刺激薬の経皮吸収パッチであるロチゴチン（Neupro®;ライセンス供与で大塚製薬がニュープロパッチとして日本で販売）、もう1つは抗てんかん薬のラコサミド（ビムパット・Vimpat®・第一三共が日本で販売）である。そのほかにもシュワルツ社の新薬は他に、過活動膀胱に対する新薬としてフェソテロジン（トビエース・Toviaz®）を2006年に、ファイザーに対しライセンスを供与している。
2008年8月、UCBは世界で2400人の雇用の削減を発表し経営のスリム化を実行、その後は売上を回復させ、2017年時点では、世界で7500人以上の従業員を有している。
UCBの売上は、神経系の薬が過半数を占め、免疫薬が約3分の1である。地理的には、売上の約半分はアメリカ合衆国であり、ヨーロッパ地域が約3割となっている。

## 日本法人
日本法人「ユーシービージャパン株式会社」は1988年に設立、1994年に本社の医薬品輸入販売許可を取得し、1995年に日本国内に工場を開設した。現在は東京都（住友不動産新宿グランドタワー）に本社を置き、大阪市（新大阪ブリックビル）に西日本オフィスを持つ。埼玉工場を埼玉県入間市に置くが、これは2000年に富士レビオの医薬品部門を譲り受けた際に取得したものである。